# الجزائر (الواحات البحرية)
الجزائر هي إحدى القرى التابعة لمركز الواحات البحرية في محافظة الجيزة في جمهورية مصر العربية.